# 京都丹後鉄道宮豊線
宮豊線（みやとよせん）は、WILLER TRAINS（京都丹後鉄道）の宮津線のうち、京都府宮津市の宮津駅から兵庫県豊岡市の豊岡駅までの区間に付けられた愛称である。路線記号は「T」。
時刻表では宮津駅から豊岡駅へ向かう列車を下り、奇数の列車番号としている。

## 概要
もとは日本国有鉄道（国鉄）・西日本旅客鉄道（JR西日本）の路線で、1990年（平成2年）4月1日から北近畿タンゴ鉄道（KTR）が運営していたが、2015年（平成27年）4月1日からはWILLER TRAINSを第二種鉄道事業者、北近畿タンゴ鉄道を第三種鉄道事業者とする上下分離方式によって運行されている（後述）。上下分離が行われた際、宮津線については宮津駅を境に東側（西舞鶴側）24.7 km を「宮舞線」、西側（豊岡側）58.9 km を「宮豊線」として路線愛称を分離した。
丹後半島の付け根を通り、日本三景の天橋立などへの観光客の足となっている。

### 路線データ
- 管轄（事業種別）：WILLER TRAINS（第二種鉄道事業者）・北近畿タンゴ鉄道（第三種鉄道事業者）
- 路線距離（営業キロ）：58.9 km[4]
- 軌間：1,067 mm（狭軌）[1]
- 駅数：13駅（起終点駅含む）[1]
- 複線区間：なし（全線単線）[1]
- 電化区間：
  - 宮津 - 天橋立間 電化（直流1,500 V）[1]
  - 天橋立 - 豊岡間 非電化[1]
- 閉塞方式：特殊自動閉塞式（電子符号照査式）[1]
- 最高速度：85 km/h[1]
- 最小曲線半径：300 m[1]
- 最急勾配：25 ‰[1]

## 運行形態

### 広域輸送
沿線に観光地や海水浴場を数多く控えており、これらへの旅客輸送のために多くの特急列車が設定されている。特急列車はすべて宮福線を経由して福知山駅に至り、一部の列車は西日本旅客鉄道（JR西日本）山陰本線・福知山線との相互直通運転を行っている。運行系統は以下の通り。
- 特急「はしだて」：京都駅 -（山陰本線）- 福知山駅 - 天橋立駅 - 久美浜駅（ - 豊岡駅間[注釈 1]）
- 特急「たんごリレー」：福知山駅 - 宮津駅 - 網野駅（ - 豊岡駅間[注釈 2]）

宮津線内の電化区間は北近畿タンゴ鉄道への転換後に電化された宮津駅 - 天橋立駅間だけ（国鉄・JR時代は全線非電化）であるため、非電化区間にまたがって走る特急には自社の気動車が使用されている。

### 地域輸送
普通列車は、沿線住民の生活のほかに、宮津駅・天橋立駅での特急接続を考慮したダイヤとなっている。おおむね1時間に1本の割合（朝夕に1時間2本の時間帯あり）で運行される。大半の列車が宮舞線に直通し、基本的に西舞鶴駅 - 宮津駅 - 豊岡駅間の運行であるが、一部峰山駅発着、網野駅発着となる列車があるほかは、早朝に宮津発豊岡行き、深夜に豊岡発宮津行き・豊岡発網野行きがそれぞれ1本ずつある。車両の夜間滞泊は宮津駅・網野駅・豊岡駅で行っている。
観光型列車として一部の普通列車が「丹後あかまつ号」「丹後あおまつ号」として運転される。「丹後あかまつ号」は西舞鶴駅 - 天橋立駅間（2016年11月までは西舞鶴駅 - 豊岡駅間）の運転で、「丹後あおまつ号」は西舞鶴駅 - 網野駅・豊岡駅間（2022年3月までは西舞鶴駅・天橋立駅 - 宮福線福知山駅間）で運転される。また「丹後あおまつ号」ではない一部の普通列車にもあおまつ車両が充当されている。

## 車両
丹鉄移行前の車両については北近畿タンゴ鉄道宮津線#車両を参照のこと。

### 自社車両
- 気動車
  - 特急形
    - KTR8000形 - 京都丹後鉄道西舞鶴運転所所属
特急「はしだて」「たんごリレー」、および一部の普通列車に使用。かつては特急「タンゴディスカバリー」に使用されていた。
    - KTR8500形 - 京都丹後鉄道西舞鶴運転所所属
特急「たんごリレー」、および一部の普通列車に使用。一部を除く土曜日・日曜日のみ運転。

  - 一般形
    - KTR700形・KTR800形 - 京都丹後鉄道西舞鶴運転所所属
普通列車用。一部は「丹後あかまつ」「丹後あおまつ」「丹後くろまつ」「コミューター車両」となっている。
    - MF100形・MF200形 - 京都丹後鉄道福知山運転所所属
普通列車用。基本的に宮福線のみの運用。過去には宮津線での運用も極稀にあったが現在では滅多に見られない。

#### 過去の車両
- 気動車
  - KTR001形 - 京都丹後鉄道西舞鶴運転所所属
    - 臨時列車、および「たんごリレー」の代走車で使用。かつては特急「タンゴエクスプローラー」に使用されていた。

### JR西日本の車両
- 電車
  - 特急形 - JR西日本吹田総合車両所福知山支所所属
    - 287系
    - 289系
特急「はしだて」に使用。

#### 過去の車両
- 電車
  - 特急形 - JR西日本福知山電車区所属
    - 381系
特急「はしだて」に使用。

## 貨客混載事業
WILLER TRAINSと丹後王国は、京都丹後鉄道宮豊線久美浜駅 - 峰山駅間で農産品の貨客混載事業を行う総合効率化計画を近畿運輸局に提出し2017年5月9日に認可され、久美浜駅において旅客列車に積み込まれた農産品が峰山駅まで鉄道輸送され道の駅丹後王国「食のみやこ」で販売されている。

## 駅一覧
凡例
●：停車、｜：通過
普通列車：各駅に停車するため省略。
線路（全線単線）…◇：列車交換可能 ｜：列車交換不可能
| 電化方式 | 駅番号 | 駅名               | 駅愛称                  | 駅間キロ | 営業キロ | 快速 | 特急 | 接続路線                                      | 線路 | 所在地        | 所在地          |
| -------- | ------ | ------------------ | ----------------------- | -------- | -------- | ---- | ---- | --------------------------------------------- | ---- | ------------- | --------------- |
| 直流     | 14     | 宮津駅             |                         | -        | 0.0      |      | ●    | WILLER TRAINS（京都丹後鉄道）：宮福線・宮舞線 | ◇    | 京都府        | 宮津市          |
| 直流     | T15    | 天橋立駅           |                         | 4.4      | 4.4      |      | ●    |                                               | ◇    | 京都府        | 宮津市          |
| 非電化   | T16    | 岩滝口駅           | 阿蘇の入江駅            | 3.7      | 8.1      |      | ｜   |                                               | ｜   | 京都府        | 宮津市          |
| 非電化   | T17    | 与謝野駅           | 美心 与謝野駅           | 2.9      | 11.0     |      | ●    |                                               | ◇    | 京都府        | 与謝郡 与謝野町 |
| 非電化   | T18    | 京丹後大宮駅       | 小町の里駅              | 7.0      | 18.0     |      | ●    |                                               | ◇    | 京都府        | 京丹後市        |
| 非電化   | T19    | 峰山駅             | 羽衣天女の里駅          | 5.6      | 23.6     |      | ●    |                                               | ◇    | 京都府        | 京丹後市        |
| 非電化   | T20    | 網野駅             | 静御前と乙姫の里駅      | 7.2      | 30.8     | ●    | ●    |                                               | ◇    | 京都府        | 京丹後市        |
| 非電化   | T21    | 夕日ヶ浦木津温泉駅 | 橘の里 夕日ヶ浦駅       | 5.6      | 36.4     | ●    | ●    |                                               | ｜   | 京都府        | 京丹後市        |
| 非電化   | T22    | 小天橋駅           | 日間の松原 小天橋駅     | 5.4      | 41.8     | ●    | ｜   |                                               | ◇    | 京都府        | 京丹後市        |
| 非電化   | T23    | かぶと山駅         | 摩須郎女の里 かぶと山駅 | 3.2      | 45.0     | ｜   | ｜   |                                               | ｜   | 京都府        | 京丹後市        |
| 非電化   | T24    | 久美浜駅           | 龍伝説の里駅            | 2.3      | 47.3     | ●    | ●    |                                               | ◇    | 京都府        | 京丹後市        |
| 非電化   | T25    | コウノトリの郷駅   |                         | 8.6      | 55.9     | ｜   |      |                                               | ｜   | 兵庫県 豊岡市 | 兵庫県 豊岡市   |
| 非電化   | T26    | 豊岡駅             |                         | 3.0      | 58.9     | ●    |      | 西日本旅客鉄道： 山陰本線                     | ◇    | 兵庫県 豊岡市 | 兵庫県 豊岡市   |

終日無人駅となっているのは岩滝口駅・かぶと山駅・コウノトリの郷駅の3駅。それ以外の駅は有人（一部時間帯無人となる駅を含む）であるが、京都丹後鉄道直営駅は宮津駅・天橋立駅・豊岡駅の3駅のみで、残りの駅は民間や観光協会に駅業務が委託されている。

### 過去の接続路線
- 与謝野駅（丹後山田駅）：加悦鉄道